# Eberhard Birk
Eberhard Birk (* 29. März 1967 in Heilbronn) ist ein deutscher Politologe und Militärhistoriker. Er war Dozent für Militärgeschichte und Politische Bildung an der Offizierschule der Luftwaffe. Seit 2024 ist er Bürgermeister von Löwenstein.

## Leben
Von 1987 bis 1993 diente er als Soldat auf Zeit bei der Nachschubtruppe des Heeres der Bundeswehr. Er bekleidet derzeit den Dienstgrad eines Oberstleutnants der Reserve.
Birk studierte von 1993 bis 1997 Politikwissenschaft und Geschichte an der Universität Augsburg. Von 1995 bis 1999 war er Stipendiat der deutschen Studenten- und Graduiertenförderung der Konrad-Adenauer-Stiftung. 1998 nahm er eine Stelle als Lehrbeauftragter an der Universität Augsburg an, die er bis 2000 behielt. 1999 wurde er bei Theo Stammen – Zweitkorrektor war Andreas Wirsching – an der Philosophischen Fakultät I mit der Dissertation Der Funktionswandel der Westeuropäischen Union (WEU) im europäischen Integrationsprozeß zum Dr. phil. promoviert.
Im Jahr 2000 wechselte er als Dozent für Militärgeschichte und Politische Bildung an die Offizierschule der Luftwaffe (OSLw) in Fürstenfeldbruck, wo er bis zu seinem Amtsantritt als Bürgermeister von Löwenstein 2024 als Oberregierungsrat beschäftigt ist. Von 2004 bis 2012 hatte er die redaktionelle Leitung der Gneisenau-Blätter (hrsg. durch die Gneisenau-Gesellschaft der OSLw) inne. Ab 2016 war er Gastprofessor an der Fakultät für Ingenieurwissenschaften in Fremdsprachen der Polytechnischen Universität Bukarest. Seine Forschungsschwerpunkte sind deutsche Militärgeschichte, militärische Tradition sowie Strategie und Sicherheitspolitik.
Am 14. Januar 2024 wurde Birk mit 55,5 Prozent der Stimmen zum Bürgermeister von Löwenstein gewählt. Er trat das Amt am 17. April 2024 an. Bereits sein Vater Ernst Birk war von 1966 bis 1992 Bürgermeister von Löwenstein.
Seit 2011 ist er Mitherausgeber der Schriften zur Geschichte der deutschen Luftwaffe beim Carola Hartmann Miles-Verlag. Mehrere Beiträge erschienen in der Militärfachzeitschrift Österreichische Militärische Zeitschrift (ÖMZ).
Birk ist verheiratet und hat vier Kinder.

## Schriften (Auswahl)

### Monografien
- Der Funktionswandel der Westeuropäischen Union (WEU) im europäischen Integrationsprozeß (= Spektrum Politikwissenschaft, Band 9). Ergon Verlag, Würzburg 1999, ISBN 3-933563-32-1.
- Militärgeschichtliche Skizzen zur frühen Neuzeit. Anmerkungen zu einer Phänomenologie der bewaffneten Macht im 17. und 18. Jahrhundert (= Schriftenreihe Studien zur Geschichtsforschung der Neuzeit, Band 43). Kovač, Hamburg 2005, ISBN 3-8300-1911-4.
- Militärische Tradition. Beiträge aus politikwissenschaftlicher und militärhistorischer Perspektive (= Schriftenreihe Studien zur Zeitgeschichte, Band 51). Kovač, Hamburg 2006, ISBN 978-3-8300-2364-7.
- Im Schatten der Burg zu Löwenstein. Historisch wahre Fiktionen. Bärenfelser, Weinstadt 2014, ISBN 978-3-86372-034-6.
- „Auf Euch ruht das Heil meines theuern Württemberg!“. Das Gefecht bei Tauberbischofsheim am 24. Juli 1866 im Spiegel der württembergischen Heeresgeschichte des 19. Jahrhunderts. Hartmann, Miles-Verlag, Berlin 2016, ISBN 978-3-945861-31-8.

### Herausgeberschaften
- Mit Thorsten Loch, Peter Andreas Popp: Wie Friedrich „der Große“ wurde. Eine kleine Geschichte des Siebenjährigen Krieges 1756 bis 1763. Rombach, Freiburg im Breisgau u. a. 2012, ISBN 978-3-7930-9711-2.
- Mit Winfried Heinemann, Sven Lange: Tradition für die Bundeswehr. Neue Aspekte einer alten Debatte. Hartmann, Miles-Verlag, Berlin 2012, ISBN 978-3-937885-60-5.
- Mit Heiner Möllers, Wolfgang Schmidt: Die Luftwaffe zwischen Politik und Technik (=Schriften zur Geschichte der Deutschen Luftwaffe. Bd. 2). Hartmann, Miles-Verlag, Berlin 2012, ISBN 978-3-937885-56-8.
- Mit Thorsten Loch, Peter Andreas Popp: Wie Napoleon nach Waterloo kam. Eine kleine Geschichte der Befreiungskriege 1813 bis 1815. Rombach, Freiburg 2015, ISBN 978-3-7930-9802-7.
- Mit Heiner Möllers: Luftwaffe und Luftkrieg (= Schriften zur Geschichte der Deutschen Luftwaffe. Bd. 3). Hartmann, Miles-Verlag, Berlin 2015, ISBN 978-3-937885-93-3.
- Mit Peter Andreas Popp: LwOffz21. Das Selbstverständnis des Luftwaffenoffiziers zu Beginn des 21. Jahrhunderts (= Schriften zur Geschichte der Deutschen Luftwaffe. Bd. 5). Hartmann, Miles-Verlag, Berlin 2016, ISBN 978-3-945861-32-5.
- Mit Heiner Möllers: Luftwaffe Und Luftverteidigung (= Schriften zur Geschichte der Deutschen Luftwaffe. Bd. 6). Hartmann, Miles-Verlag, Berlin 2016, ISBN 978-3-945861-48-6.